# 오류동역
오류동역(梧柳洞驛, Oryu-dong station)은 서울특별시 구로구 오류동에 위치한 수도권 전철 1호선의 전철역으로, 1899년 9월 18일 경인선 개통과 동시에 영업을 개시하여 수도권 전철 1호선 운행으로 현재까지 이어지고 있는 전철역이다. 1호선 경인선 구간의 급행통과역들 중 환승역인 소사역을 제외하고 가장 승하차수가 많은 역이다.

## 연혁
- 1899년 9월 18일: 경인선 인천~노량진 간 개통과 함께 영업 개시[2][3]
- 1959년 5월 30일: 오류동선 준공
- 1965년 9월 15일: 역사 이전
- 1967년 7월 1일: 화물 취급 중지[4]
- 1968년 9월 11일: 화물 취급 재개[5]
- 1974년 8월 15일: 수도권 전철 운행 개시
- 1986년 12월 19일: 선상역사 증축
- 2009년 12월 1일: 철도승차권 단말기 철거

## 역 구조

### 승강장
2면 4선의 쌍섬식 승강장을 가지고 있으며, 스크린도어가 설치되어 있다.

### 배선도
오류동역과 경인선의 배선도는 다음과 같다. 내선은 급행 통과선이다.
| ↑ 개봉                                     |
| \| \| \| \| \| １２ \| \| ３４ \| \| \| \| |
| 온수 ↓                                     |

| 1   | ● 수도권 전철 1호선 | 구로 · 광운대 · 연천 방면 |
| 2·3 | ● 수도권 전철 1호선 | 급행열차 통과선           |
| 4   | ● 수도권 전철 1호선 | 부천 · 동인천 · 인천 방면 |

## 역 주변
- 덕일전자공업고등학교
- 서울오류남초등학교
- 서울오류초등학교
- 오류1동주민센터
- 오류2동주민센터
- 서울오류역전우편취급국
- 오남중학교
- 한국철도공사 서울조달본부

## 이용객 변동
| 노선  | 노선 | 일평균 인원수 (명/일) | 일평균 인원수 (명/일) | 일평균 인원수 (명/일) | 일평균 인원수 (명/일) | 일평균 인원수 (명/일) | 일평균 인원수 (명/일) | 일평균 인원수 (명/일) | 일평균 인원수 (명/일) | 일평균 인원수 (명/일) | 일평균 인원수 (명/일) | 각주                  | 각주                  | 각주  |
| 노선  | 노선 | 2000년                | 2001년                | 2002년                | 2003년                | 2004년                | 2005년                | 2006년                | 2007년                | 2008년                | 2009년                | 각주                  | 각주                  | 각주  |
| ----- | ---- | --------------------- | --------------------- | --------------------- | --------------------- | --------------------- | --------------------- | --------------------- | --------------------- | --------------------- | --------------------- | --------------------- | --------------------- | ----- |
| 1호선 | 승차 | 15,836                | 17,466                | 18,905                | 19,736                | 14,512                | 13,510                | 12,121                | 12,873                | 12,690                | 12,405                | [ 6 ]                 | [ 6 ]                 | [ 6 ] |
| 1호선 | 하차 | 11,955                | 13,922                | 15,384                | 17,148                | 13,251                | 12,466                | 13,181                | 11,891                | 11,745                | 11,473                | [ 6 ]                 | [ 6 ]                 | [ 6 ] |
| 노선  | 노선 | 일평균 인원수 (명/일) | 일평균 인원수 (명/일) | 일평균 인원수 (명/일) | 일평균 인원수 (명/일) | 일평균 인원수 (명/일) | 일평균 인원수 (명/일) | 일평균 인원수 (명/일) | 일평균 인원수 (명/일) | 일평균 인원수 (명/일) | 일평균 인원수 (명/일) | 일평균 인원수 (명/일) | 일평균 인원수 (명/일) | 각주  |
| 노선  | 노선 | 2010년                | 2011년                | 2012년                | 2013년                | 2014년                | 2015년                | 2016년                | 2017년                | 2018년                | 2019년                | 2020년                | 2021년                | 각주  |
| 1호선 | 승차 | 12,152                | 12,050                | 11,880                | 11,720                | 11,692                | 12,195                | 12,161                | 11,972                | 11,922                | 12,819                | 9,785                 | 10,077                | [ 6 ] |
| 1호선 | 하차 | 11,155                | 11,104                | 10,952                | 10,729                | 10,689                | 11,233                | 11,240                | 11,106                | 11,066                | 11,887                | 9,203                 | 9,508                 | [ 6 ] |

## 전용선

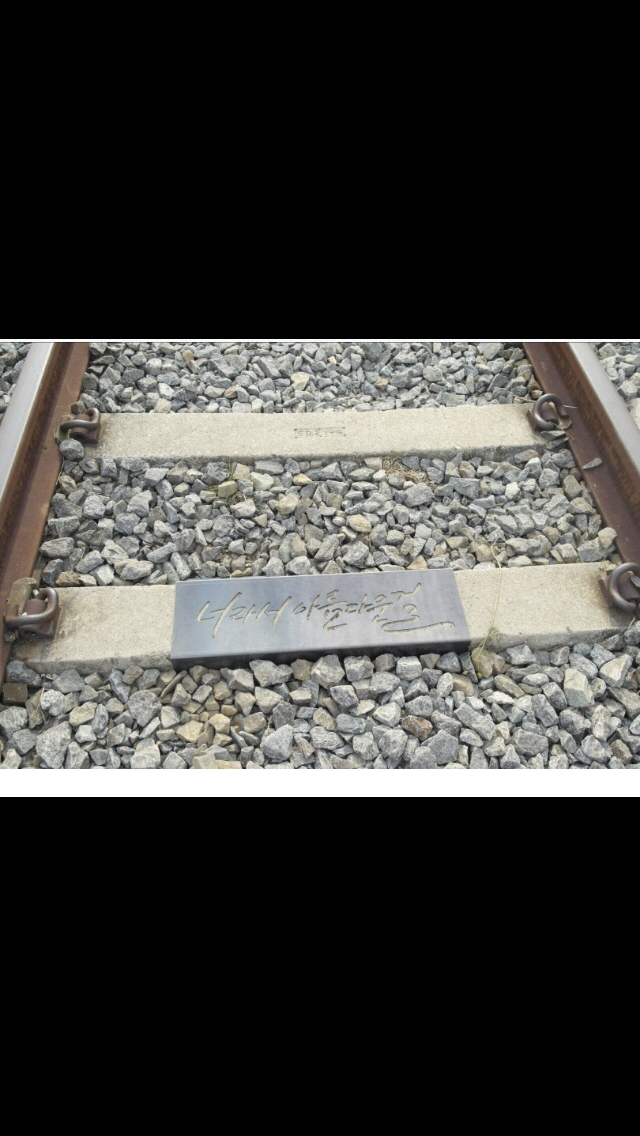
오류선 사진. 침목에 글귀가 적혀 있다.

- 오류선[7]: 경기도 부천시 옥길동의 KG케미칼 공장으로 이어지는 4.5km의 화물 철도이다. 국제협조처(ICA)의 원조 자금으로 1957년 9월 26일에 착공한 뒤 공사를 일시 중지하였다가 1958년 12월 30일 재착공, 1959년 5월 30일에 준공하였다.[8] 1954년에 경기도 부천군 소래면 옥길리에 경기화학공업주식회사(현 KG케미칼)의 공장이 세워지면서 비료 등의 수송을 위하여 건설되었으나[9], 공장 부지가 부천옥길 보금자리지구로 지정되어 KG케미칼이 부천공장을 폐쇄하고 온산공장으로 통합함에 따라[10][11] 공장으로의 열차 운행은 중지되었다.[12] 현재 공장과 더불어, 오류동 기점 약 3.6km에 위치하는 경기화학분기[7]부터 공장까지의 선로가 철거되었다. ‘오류동선’, ‘경기화학선’, ‘항동철길’ 등으로도 불린다.
- 3군지사선[7]: 경기화학분기에서 분기하여 시흥시 과림동까지 이어지는 약 6km의 지선으로, 군수물자를 수송하는 철도이다. 화물열차가 주 1회 운행하였으나, 항동공공주택 조성 공사와 기존 선로 시설 철거 및 교체 공사를 진행함에 따라 2016년 9월 1일부터 2018년 5월 31일까지 선로가 단절되어 운행이 일시 중지되었다.

## 인접한 역
| 경인선             | 경인선                                             | 경인선             |
| ------------------ | -------------------------------------------------- | ------------------ |
| 143 개봉 연천 방면 | ● 수도권 전철 1호선 경원-경인선 완행 · 경원선 급행 | 145 온수 인천 방면 |

## 사진

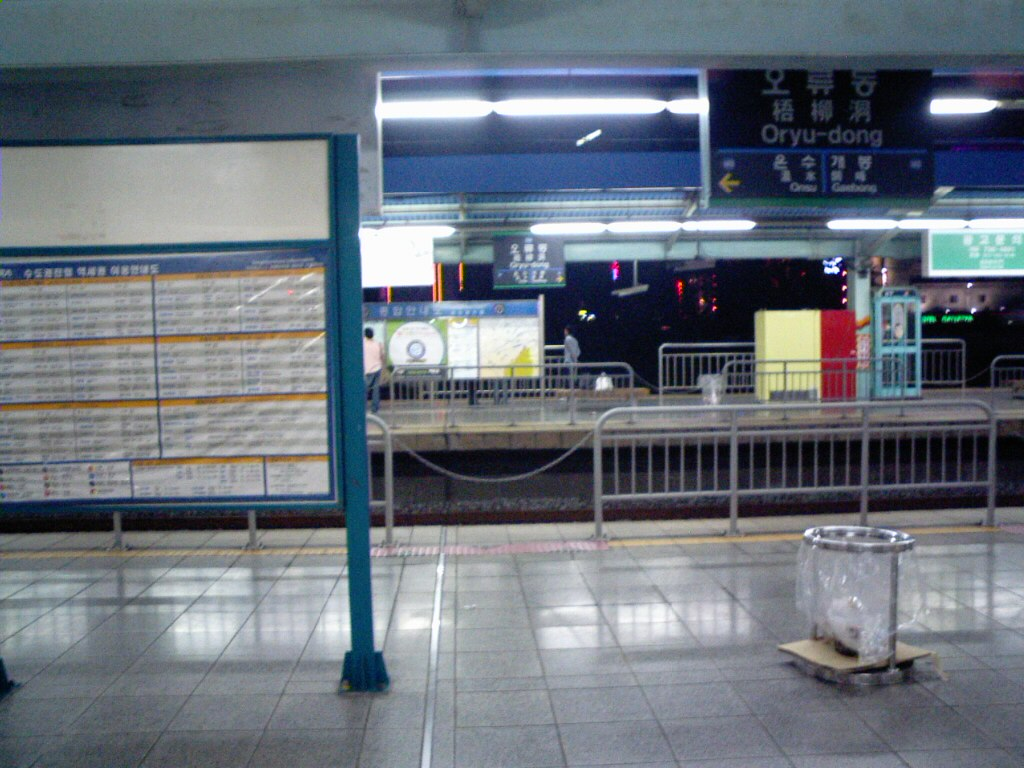
승강장 (스크린도어 설치 전,역명판교체전)